# Гордон, Владимир Осипович
Владимир Осипович Гордон (20 июня 1892, Москва, Российская империя — 31 марта 1971, Москва, СССР) — советский учёный-математик, геометр, профессор, один из основателей научной дисциплины начертательная геометрия в СССР.

## Биография
Родился в Москве на Большой Серпуховской улице. Отец, Осип Александрович Гордон, в 1878 году получил звание провизора в Императорской Медико-Хирургической Академии. В течение своей жизни занимал должности провизора в аптеках Тамбова, Санкт-Петербурга и Москвы. 
Владимир в 1910 году закончил 6 Московскую гимназию с золотой медалью и в том же году поступил в Высшее техническое училище, однако в 1913 году прервал обучение . В канун первой мировой войны работал на заводах Москвы и Ревеля.
В Первую Мировую войну пошел вольноопределяющимся в действующую армию. Из-за плохого зрения зачислен шофёром грузовой колонны на Западном фронте. Во время гражданской войны работал в Главном управлении водного транспорта, перевозя вместе с конвоем казну для Волжских городов.
Окончил Высшее техническое училище (МВТУ им. Н. Э. Баумана) только в 1924 году в звании «инженер-механик по паровозостроению».
С 1922 года преподавал математику и черчение на рабфаке им. Я. М. Свердлова и на рабочих курсах МГСПС.
С 1924 года — в Московском автомеханическом институте
С 1925 года работал в Бюро стандартизации металлопромышленности,
В 1930—1932 годах — в Группе металлопромышленности Всесоюзного комитета по стандартизации при Совете труда и обороны,
В 1932—1934 годах в ЦНИИ машиностроения и металлообработки и в составе Экспертного совета по стандартизации при Главном управлении машиностроительной промышленности.
В 1935 году Гордону было присвоено звание «профессор».
С 1956 года в Комитете стандартов, мер и измерительных приборов при Совете Министров СССР. С 1928 в Московском механическом институте им. М. В. Ломоносова.
Заведовал кафедрами «Начертательная геометрия и черчение» в Индустриально-педагогическом институте им. К. Либкнехта (1930—1932), Московском автомеханическом им. М. В. Ломоносова (1932—1936), Московском текстильном (1936—1946), в Московском энергетическом институте.
В 1946—1962 годах заведовал кафедрой «Начертательная геометрия и черчение» в Московском автомеханическом институте МАМИ.
С 1960 года вместе с частью преподавателей МАМИ перешёл работать во вновь организованный Завод-ВТУЗ при ЗиЛе, являвшийся до 1966 г. филиалом МАМИ.

## Семья
- Брат — Гавриил Гордон, педагог, редактор.
- Племянница — Ирина Гурова, переводчик.

## Награды
- Заслуженный деятель науки и техники РСФСР (1962).
- Награждён орденом Трудового Красного Знамени, знаком «За заслуги в стандартизации».

## Основные работы
- Гордон В. О. Составление диаграмм. — М.: «Работник просвещения», 1924. — 36 с.
- Гордон В. О. Экскурсии на фабрики и заводы. Текстильные фабрики, металлообрабатывающие заводы, электрические станции. — М.: «Работник просвещения», 1924. — 100 с.
- Гордон В. О. Экскурсии на фабрики и заводы. Текстильные фабрики, металлообрабатывающие заводы, электрические станции. 2-е изд. — М.: «Работник просвещения», 1925. — 100 с.
- Гордон В. О. Машина в современной жизни. — М.: «Работник просвещения», 1925. — 132 с.
- Гордон В. О. Машина в современной жизни. 2-е изд. — М.: «Работник просвещения», 1925. — 132 с.
- Гордон В. О. Машина в современной жизни. 3-е изд. — М.: «Работник просвещения», 1926. — 132 с.
- Семенцов-Огиевский М. А., Гордон В. О. Основы машиностроительного черчения. Письмо 1. — Л.: Тип. им. Е. Соколовой, 1930. — 13 с.
- Семенцов-Огиевский М. А., Гордон В. О. Основы машиностроительного черчения. Письмо 2. — Л.: Тип. им. Е. Соколовой, 1930. — 38 с.
- Семенцов-Огиевский М. А., Гордон В. О. Основы машиностроительного черчения и начертательной геометрии. Письмо 7—9. — [М.]: Курсы заочн. техн. обуч. при ВАИ, [б. г].
- Семенцов-Огиевский М. А., Гордон В. О. Основы машиностроительного черчения. Письмо 1—6, 10—14. — Л.: Тип. им. Е. Соколовой, 1930.
- Краткий пояснительный текст к учебным таблицам по технологии металлов. Сост. В. Гордон, И. Зайдель, С. Калецкий, Л. Левинсон. — М.; Л.: Изогиз, 1932.
- Гордон В. О. О преподавании начертательной геометрии и черчения в высшей технической школе. Краткие методические указания. — М.: Тип. МИД СССР, 1948. — 11 с.
- Практикум по курсу начертательной геометрии. Сост. В. О. Гордон, Н. Д. Зубарев, С. П. Городинский и В. А. Дмитриевский. Ч. 1. — М.: Изд-во МВТУ, 1948. — 28 с.
- Гордон В. О. Черчение плоских и пространственных фигур. — М.: Учпедгиз, 1951. — 264 с.
- Гордон В. О. Черчение плоских и пространственных фигур. 2-е изд. — М.: Учпедгиз, 1955. — 268 с.
- Гордон В. О., Старожилец Е. Г. Почему так чертят? — М.: «Просвещение», 1972. — 176 с.
- Гордон В. О., Старожилец Е. Г. Почему так чертят? 2-е изд., перераб. и доп. — М.: «Просвещение», 1980. — 207 с.
- Гордон В. О., Старожилец Е. Г. Почему так чертят? 3-е изд., перераб. — М.: «Просвещение», 1988. — 175 с. — ISBN 5-09-000873-7.

### Стандарты машиностроительных чертежей
- Гордон В. О. Стандарты чертежей для всех видов машиностроения. Вып. 1. — М.: Ком. по стандарт. при СТО; «Техника управления», 1930. — 101 с.
- Гордон В. О. Стандарты чертежей для всех видов машиностроения. 2-е изд., испр. и доп. Вып. 1. — М.: ВКС при СТО; «Стандартизация и рационализация», 1931. — 115 с.
- Гордон В. О. Стандарты чертежей для всех видов машиностроения. 3-е изд., испр. Вып. 1. — М.: ВКС при СТО; «Стандартизация и рационализация», 1932. — 97 с.
- Гордон В. О. Стандарты чертежей для всех видов машиностроения. 4-е изд., доп. и испр. — М.; Л.: «Стандартизация и рационализация», 1934. — 108 с.
- Гордон В. О. Стандарты машиностроительных чертежей. 5-е изд., доп. — М.; Л.: Каталогиздат НКТП, 1937. — 216 с.

### Курс начертательной геометрии[1]
- Гордон В. О., Семенцов-Огиевский М. А. Курс начертательной геометрии — М.; Л.: ОНТИ, 1936. — 244 с.
- Гордон В. О., Семенцов-Огиевский М. А. Курс начертательной геометрии. 2-е изд., испр. и доп. — М.; Л.: ОНТИ, 1937. — 310 с.
- Гордон В. О., Семенцов-Огиевский М. А. Курс начертательной геометрии. 3-е изд., испр. и доп. — М.; Л.: Машгиз, 1939. — 316 с.
- Гордон В. О., Семенцов-Огиевский М. А. Курс начертательной геометрии. 4-е изд., перераб. — М.; Л.: Гостехиздат, 1945. — 407 с.
- Гордон В. О., Семенцов-Огиевский М. А. Курс начертательной геометрии. 5-е изд. — М.; Л.: Гостехиздат, 1948. — 408 с.
- Гордон В. О., Семенцов-Огиевский М. А. Курс начертательной геометрии. 6-е изд. — М.; Л.: ГИТТЛ, 1951. — 432 с.
- Гордон В. О., Семенцов-Огиевский М. А. Курс начертательной геометрии. 7-е изд. — М.; Л.: ГИТТЛ, 1952. — 432 с.
- Гордон В. О., Семенцов-Огиевский М. А. Курс начертательной геометрии. 8-е изд. — М.: ГИТТЛ, 1953. — 447 с.
- Гордон В. О., Семенцов-Огиевский М. А. Курс начертательной геометрии. 9-е изд. — М.: Гостехиздат, 1955. — 404 с.
- Гордон В. О., Семенцов-Огиевский М. А. Курс начертательной геометрии. 10-е изд., стереотип. — М.: Гостехиздат, 1956. — 404 с.
- Гордон В. О., Семенцов-Огиевский М. А. Курс начертательной геометрии. 11-е изд., стереотип. — М.: Гостехиздат, 1957. — 404 с.
- Гордон В. О., Семенцов-Огиевский М. А. Курс начертательной геометрии. 12-е изд., стереотип. — М.: Физматгиз, 1958. — 404 с.
- Гордон В. О., Семенцов-Огиевский М. А. Курс начертательной геометрии. 13-е изд., стереотип. — М.: Физматгиз, 1960. — 404 с.
- Гордон В. О., Семенцов-Огиевский М. А. Курс начертательной геометрии. Под ред. В. О. Гордона. 14-е изд., перераб. и сокр. — М.: Физматгиз, 1962. — 360 с.
- Гордон В. О., Семенцов-Огиевский М. А. Курс начертательной геометрии. Под ред. В. О. Гордона. 15-е изд., стереотип. — М.: Физматгиз, 1963. — 360 с.
- Гордон В. О., Семенцов-Огиевский М. А. Курс начертательной геометрии. Под ред. В. О. Гордона. 16-е изд., стереотип. — М.: «Наука», 1964. — 360 с.
- Гордон В. О., Семенцов-Огиевский М. А. Курс начертательной геометрии. Под ред. В. О. Гордона. 17-е изд., стереотип. — М.: «Наука», 1965. — 360 с.
- Гордон В. О., Семенцов-Огиевский М. А. Курс начертательной геометрии. Под ред. В. О. Гордона. 18-е изд., перераб. и доп. — М.: «Наука», 1968. — 367 с.
- Гордон В. О., Семенцов-Огиевский М. А. Курс начертательной геометрии. Под ред. В. О. Гордона. 19-е изд., стереотип. — М.: «Наука», 1969. — 367 с.
- Гордон В. О., Семенцов-Огиевский М. А. Курс начертательной геометрии. Под ред. В. О. Гордона. 20-е изд., стереотип. — М.: «Наука», 1971. — 367 с.
- Гордон В. О., Семенцов-Огиевский М. А. Курс начертательной геометрии. Под ред. В. О. Гордона. 21-е изд., стереотип. — М.: «Наука», 1973. — 367 с.
- Гордон В. О., Семенцов-Огиевский М. А. Курс начертательной геометрии. 22-е изд. — М.: «Наука», 1977. — 364 с.
- Гордон В. О., Семенцов-Огиевский М. А. Курс начертательной геометрии. Под ред. Ю. Б. Иванова. 23-е изд., перераб. — М.: «Наука», 1988. — 272 с. — ISBN 5-02-013740-5.
- Гордон В. О., Семенцов-Огиевский М. А. Курс начертательной геометрии. Под ред. В. О. Гордона и Ю. Б. Иванова. 24-е изд., стереотип. — М.: «Высшая школа», 1998. — 270 с. — ISBN 5-06-003518-2.
- Гордон В. О., Семенцов-Огиевский М. А. Курс начертательной геометрии. Под ред. В. О. Гордона и Ю. Б. Иванова. 25-е изд., стереотип. — М.: «Высшая школа», 2003. — 272 с. — ISBN 5-06-003518-2.
- Гордон В. О., Семенцов-Огиевский М. А. Курс начертательной геометрии. Под ред. В. О. Гордона. 26-е изд., стереотип. — М.: «Высшая школа», 2004. — 272 с. — ISBN 5-06-003518-2.
- Гордон В. О., Семенцов-Огиевский М. А. Курс начертательной геометрии. Под ред. В. О. Гордона. 27-е изд., стереотип. — М.: «Высшая школа», 2006. — 272 с. — ISBN 5-06-003518-2.
- Гордон В. О., Семенцов-Огиевский М. А. Курс начертательной геометрии. Под ред. В. О. Гордона. 28-е изд., стереотип. — М.: «Высшая школа», 2008. — 272 с. — ISBN 978-5-06-003518-6.
- Гордон В. О., Семенцов-Огиевский М. А. Курс начертательной геометрии. Под ред. В. О. Гордона. 29-е изд., стереотип. — М.: «Высшая школа», 2009. — 272 с. — ISBN 978-5-06-006153-6.

### Техническое черчение
- Виноградов А. Д., Гордон В. О., Николаев А. Н. Техническое черчение. — М.; Л.: ГИЗ, 1926.

- Ч. 1. Основы черчения. — М.; Л.: ГИЗ, 1926. — 120 с.
- Ч. 2. Машиностроительное черчение. — М.; Л.: ГИЗ, 1926. — 151 с.
- Ч. 3. Инженерно-строительное черчение. — М.; Л.: ГИЗ, 1926. — 131 с.

- Виноградов А. Д., Гордон В. О., Николаев А. Н. Техническое черчение. 2-е изд., испр. и доп. Ч. 1. Основы черчения. — М.; Л.: ГИЗ, 1927. — 119 с.
- Виноградов А. Д., Гордон В. О., Николаев А. Н. Техническое черчение. 2-е изд., испр. и доп. Ч. 2. Машиностроительное черчение. — М.; Л.: ГИЗ, 1927. — 144 с.
- Виноградов А. Д., Гордон В. О., Николаев А. Н. Техническое черчение. 2-е изд., испр. и доп. Ч. 3. Инженерно-строительное черчение. — М.; Л.: ГИЗ, 1927. — 120 с.
- Виноградов А. Д., Гордон В. О., Николаев А. Н. Техническое черчение. 3-е изд., испр. и доп. Ч. 1. Основы черчения. — М.; Л.: ГИЗ, 1928. — 119 с.
- Виноградов А. Д., Гордон В. О., Николаев А. Н. Техническое черчение. 3-е изд., испр. и доп. Ч. 2. Машиностроительное черчение. — М.; Л.: ГИЗ, 1929. — 144 с.
- Виноградов А. Д., Гордон В. О., Николаев А. Н. Техническое черчение. 3-е изд., испр. и доп. Ч. 3. Инженерно-строительное черчение. — М.; Л.: ГИЗ, 1930. — 120 с.
- Виноградов А. Д., Гордон В. О., Николаев А. Н. Техническое черчение. 4-е изд., испр. Ч. 1. Основы черчения. — М.; Л.: ГИЗ, 1929. — 119 с.
- Виноградов А. Д., Гордон В. О., Николаев А. Н. Техническое черчение. 4-е изд., испр. Ч. 2. Машиностроительное черчение. — М.; Л.: ГИЗ, 1929. — 144 с.
- Виноградов А. Д., Гордон В. О., Николаев А. Н. Техническое черчение. 4-е изд., испр. Ч. 3. Инженерно-строительное черчение. — М.; Л.: ГИЗ, 1931. — 104 с.
- Виноградов А. Д., Гордон В. О., Николаев А. Н. Техническое черчение. 5-е изд. Ч. 1. Основы черчения. — М.; Л.: ГИЗ, 1930. — 119 с.
- Виноградов А. Д., Гордон В. О., Николаев А. Н. Техническое черчение. 5-е изд. Ч. 2. Машиностроительное черчение. — М.; Л.: ГИЗ, 1931. — 144 с.
- Виноградов А. Д., Гордон В. О., Николаев А. Н. Техническое черчение. 5-е изд. Ч. 3. Инженерно-строительное черчение. — М.; Л.: ГИЗ, 1932. — 94 с.
- Виноградов А. Д., Гордон В. О., Николаев А. Н. Техническое черчение. 6-е изд. Ч. 1. Основы черчения. — М.; Л.: ГИЗ, 1930. — 119 с.
- Виноградов А. Д., Гордон В. О., Николаев А. Н. Техническое черчение. 7-е изд. Ч. 1. Основы черчения. — М.; Л.: Учпедгиз, 1931. — 119 с.
- Виноградов А. Д., Гордон В. О., Николаев А. Н. Техническое черчение. 8-е изд. Ч. 1. Основы черчения. — М.; Л.: Учпедгиз, 1932. — 96 с.

### Основы технического черчения
- Гордон В. О. Основы технического черчения. — Харьков; Днепропетровск: «Радянська школа», 1934. — 136 с.
- Гордон В. О. Основы технического черчения. — М.: Учпедгиз, 1934. — 136 с.
- Гордон В. О. Основы технического черчения. 2-е изд., испр. — М.: Учпедгиз, 1935. — 136 с.
- Гордон В. О. Основы технического черчения. 3-е изд. — М.; Л.: Учпедгиз, 1936. — 136 с.
- Гордон В. О. Основы технического черчения. 4-е изд. — М.: Учпедгиз, 1937. — 136 с.
- Гордон В. О. Основы технического черчения. 5-е изд. — М.: Учпедгиз, 1938. — 136 с.

### Сборники задач
- Гордон В. О., Ольховский Л. А. Сборник задач для упражнений по курсу начертательной геометрии. Вып. 1. — М.: Изд-во Мос. текстильн. ин-та, 1938. — 16 с.
- Гордон В. О., Ольховский Л. А. Сборник задач для упражнений по курсу начертательной геометрии. Вып. 2. — М.: Изд-во Мос. текстильн. ин-та, 1939. — 20 с.
- Гордон В. О., Иванов Ю. Б., Солнцева Т. Е. Сборник задач по курсу начертательной геометрии. — М.: «Наука», 1967. — 351 с.
- Гордон В. О., Иванов Ю. Б., Солнцева Т. Е. Сборник задач по курсу начертательной геометрии. 2-е изд., стереотип. — М.: «Наука», 1969. — 351 с.
- Гордон В. О., Иванов Ю. Б., Солнцева Т. Е. Сборник задач по курсу начертательной геометрии. 3-е изд., стереотип. — М.: «Наука», 1971. — 351 с.
- Гордон В. О., Иванов Ю. Б., Солнцева Т. Е. Сборник задач по курсу начертательной геометрии. 4-е изд., стереотип. — М.: «Наука», 1973. — 351 с.
- Гордон В. О., Иванов Ю. Б., Солнцева Т. Е. Сборник задач по курсу начертательной геометрии. 5-е изд., стереотип. — М.: «Наука», 1977. — 351 с.
- Гордон В. О., Иванов Ю. Б., Солнцева Т. Е. Сборник задач по курсу начертательной геометрии. 6-е изд., перераб. — М.: «Наука», 1989. — 320 с. — ISBN 5-02-013926-2.
- Гордон В. О., Иванов Ю. Б., Солнцева Т. Е. Сборник задач по курсу начертательной геометрии. Под ред. Ю. Б. Иванова. 7-е изд., стереотип. — М.: «Высшая школа», 1998. — 319 с. — ISBN 5-06-003519-0.
- Гордон В. О., Иванов Ю. Б., Солнцева Т. Е. Сборник задач по курсу начертательной геометрии. 9-е изд., стереотип. — М.: «Высшая школа», 2003. — 320 с. — ISBN 5-06-003519-0.
- Гордон В. О., Иванов Ю. Б., Солнцева Т. Е. Сборник задач по курсу начертательной геометрии. Под ред. Ю. Б. Иванова. 11-е изд., стереотип. — М.: «Высшая школа», 2005. — 320 с. — ISBN 5-06-003519-0.
- Гордон В. О., Иванов Ю. Б., Солнцева Т. Е. Сборник задач по курсу начертательной геометрии. Под ред. Ю. Б. Иванова. 13-е изд., стереотип. — М.: «Высшая школа», 2007. — 320 с. — ISBN 978-5-06-003519-3.
- Гордон В. О., Иванов Ю. Б., Солнцева Т. Е. Сборник задач по курсу начертательной геометрии. Под ред. Ю. Б. Иванова. 14-е изд., стереотип. — М.: «Высшая школа», 2009. — 320 с. — ISBN 978-5-06-003519-3.

### Рабочая тетрадь по черчению
- Гордон В. О. Рабочая тетрадь по черчению. Вып. 1. — М.; Л.: ГИЗ, 1930. — 34 с.
- Гордон В. О. Рабочая тетрадь по черчению. Вып. 2. — М.; Л.: ГИЗ, 1930. — 32 с.
- Гордон В. О. Рабочая тетрадь по черчению. 2-е изд. Вып. 1. — М.; Л.: ГИЗ, 1931. — 34 с.
- Гордон В. О. Рабочая тетрадь по черчению. 2-е изд. Вып. 2. — М.; Л.: ГИЗ, 1931. — 32 с.
- Гордон В. О. Рабочая тетрадь по черчению. 3-е изд. Вып. 1. — М.: Госмашметиздат, 1932. — 37 с.
- Гордон В. О. Рабочая тетрадь по черчению. 3-е изд. Вып. 2. — М.: Госмашметиздат, 1932. — 32 с.
- Гордон В. О. Рабочая тетрадь по черчению. 4-е изд. — М.; Л.: Машгиз, 1938. — 80 с.